# Horlicks
Horlicks è una bevanda al gusto di latte e malto d'orzo. Viene prodotta direttamente dalla GlaxoSmithKline in Regno Unito, Sudafrica, Nuova Zelanda, Bangladesh, India, Pakistan e Giamaica, da aziende terze tramite licenza nelle Filippine e Malaysia.

## Produzione
Al contrario di prodotti simili come Ovomaltina, l'Horlicks non è semplicemente una mistura essiccata di malto d'orzo e latte in polvere.
Durante la prima fase, il malto macinato viene mescolato con farina in acqua calda, in modo tale che gli amidi si convertano in zuccheri. In seguito vengono pian piano aggiunte polveri di derivati del latte. L'acqua viene in seguito rimossa dalla soluzione tramite evaporazione e contemporaneamente i residui vengono solidificati in ambiente sottovuoto, diventando una massa uniforme solida, che viene successivamente sottoposta ad una ultima macinatura.

## In Europa

### Regno Unito e Irlanda
Regno Unito e Irlanda sono i soli paesi ove tale bevanda viene commercializzata. Grazie ad un ricco contenuto di vitamine che lo rendono simile al tradizionale "bicchiere di latte caldo che concilia il sonno", la sua promozione in questi paesi mira a stimolarne il consumo poco prima delle ore notturne. Lo si può trovare in versione originale (da prepararsi con latte caldo), Light (da prepararsi con acqua calda) o al gusto di Caramello. Negli ultimi anni, la GSK ha mosso il target di mercato su un pubblico più giovane, promuovendone l'immagine anche in alcuni locali notturni Londinesi.

## Nel mondo

### Hong Kong
A Hong Kong, Horlicks è conosciuto più come una normale bevanda da bar piuttosto che un aiuto per il sonno. Viene consumato sia caldo che freddo e talvolta dolcificato con zucchero. La sua diffusione ebbe origine grazie alla presenza Britannica in questa città.

### India
L'India è indubbiamente il più grande mercato dell'Horlicks nel mondo; la sua etichetta in questo paese è quella del "Principale nutrimento per la Famiglia". Alcune recenti variazioni del prodotto sono state sviluppate specificamente per il mercato Indiano: note sono le varianti appositamente concepite per bambini (in età pre-scolare) e mamme in periodo di allattamento.
Accanto a tali varianti, sono state introdotte negli anni anche versioni del prodotto tradizionale aromatizzate alla vaniglia, cioccolato, miele e cardamomo. Accanto alla bevanda, si possono trovare anche i biscotti Horlicks e le barrette energetiche.

### Sud-est Asiatico
I paesi come  Filippine e Malaysia, vi si può trovare Horlicks originale e  al gusto di cioccolato venduto in sotto forma di merendina.

## Un aiuto per il sonno
Spesso viene sostenuto che le bevande calde al malto d'orzo conciliano il sonno, ma tali teorie non trovano alcun riscontro medico. Esse si possono considerare come un aiuto ad un sonno più sano, poiché le vitamine ivi contenute si rivelano un ottimo aiuto per l'organismo durante le ore del digiuno notturno.